# Шведска академия
Шведската академия (на шведски: Svenska Akademien) е една от Кралските шведски академии, основана от Густав III през 1786 г. Това е шведският национален аналог на Френската академия, тъй като е създадена по неин образец. Шведската академия се състои от ограничено количество места (по-малко, отколкото във Франция – вместо 40 са 18), които са заемани пожизнено от известни шведски писатели, учени, обществени деятели, чиито произведения се считат за образцови; за шведския литератор членството в Шведската академия е висш национален престиж. Основно занятие на Академията е нормирането на шведския език или, както е официално формулирана тази цел – съхраняване на „чистотата, силата и тънкостта на шведския език“ (на шведски: Svenska Språkets renhet, styrka och höghet). Девизът на академията е „Талант и вкус“ (на шведски: Snille och Smak).
Академията издава два нормативни речника: Шведски академичен речник в един том (на шведски: Svenska Akademiens ordlista, преиздаван многократно и многотомен Шведски академичен речник (на шведски: Svenska Akademiens ordbok), върху който като работата е започната още през 1898 г., като към 2005 г. се работи върху буква „T“.
През 1901 г. започва ежегодното присъждане на Шведската академия по завещанието на Алфред Нобел на Нобелова награда за литература, което превръща академията в институция със световно значение, тъй като наградата се смята за една от най-влиятелните в областта на литературата.